# Spången, Norrköping
Spången, eller Gångspången är en gångbro över Motala ström i centrala Norrköping. Den går mellan Sandgatan i Nordantill till Strömparken och Nya Rådstugugatan i Gamla staden. 
En första spång över Motala ström anlades 1802 på initiativ av John Swartz den äldre. Den skadades av isen 1805, förstördes delvis 1822 och spolades iväg 1859. 
År 1862 byggdes en ny, 93 meter lång och 2,67 meter bred, järnspång. Denna avkortades 1926 med knappt 70 meter, efter det att Strömparken skapats på högra sidan av älven med fyllnadsmassor från kraftverksbygget uppströms.  

## Bildgalleri

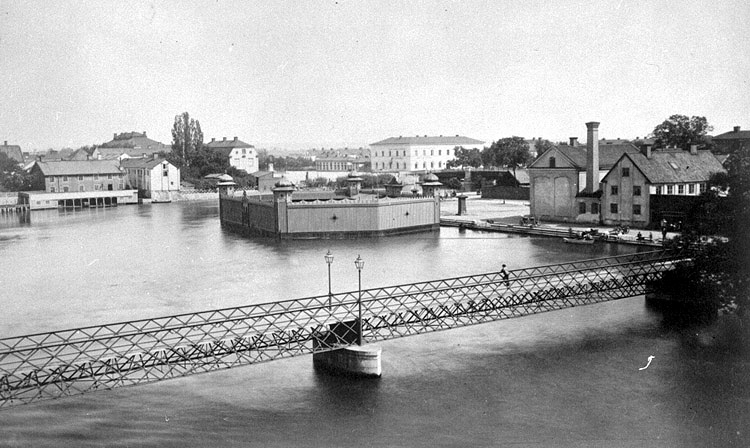
Spången, senare delen av 1800-talet. I Motala ström ses Kallbadhuset och på andra sidan älven ovanför detta till höger Gamla Ullmagasinet, ombyggt till Telegrafstation och postanstalt.
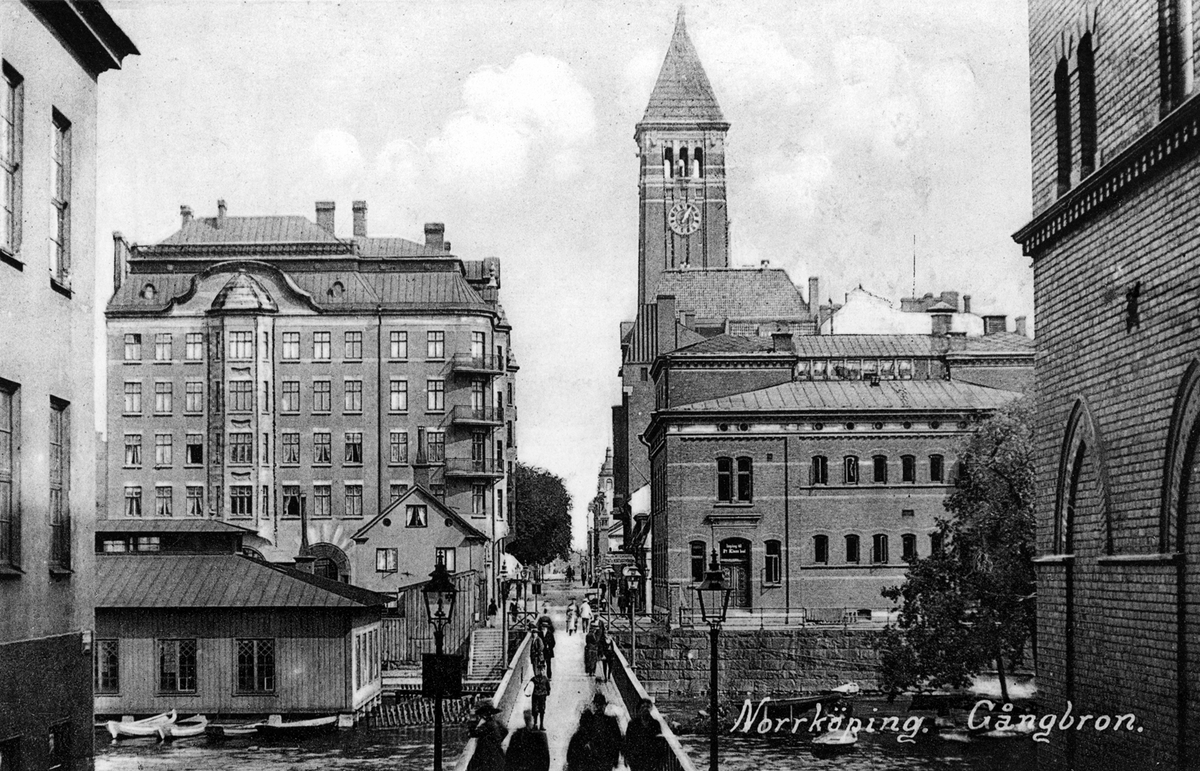
Spången mot Nya Rådstugugatan, med Norrköpings enskilda banks byggnad till vänster och Norrköpings rådhus till höger i bakgrunden.
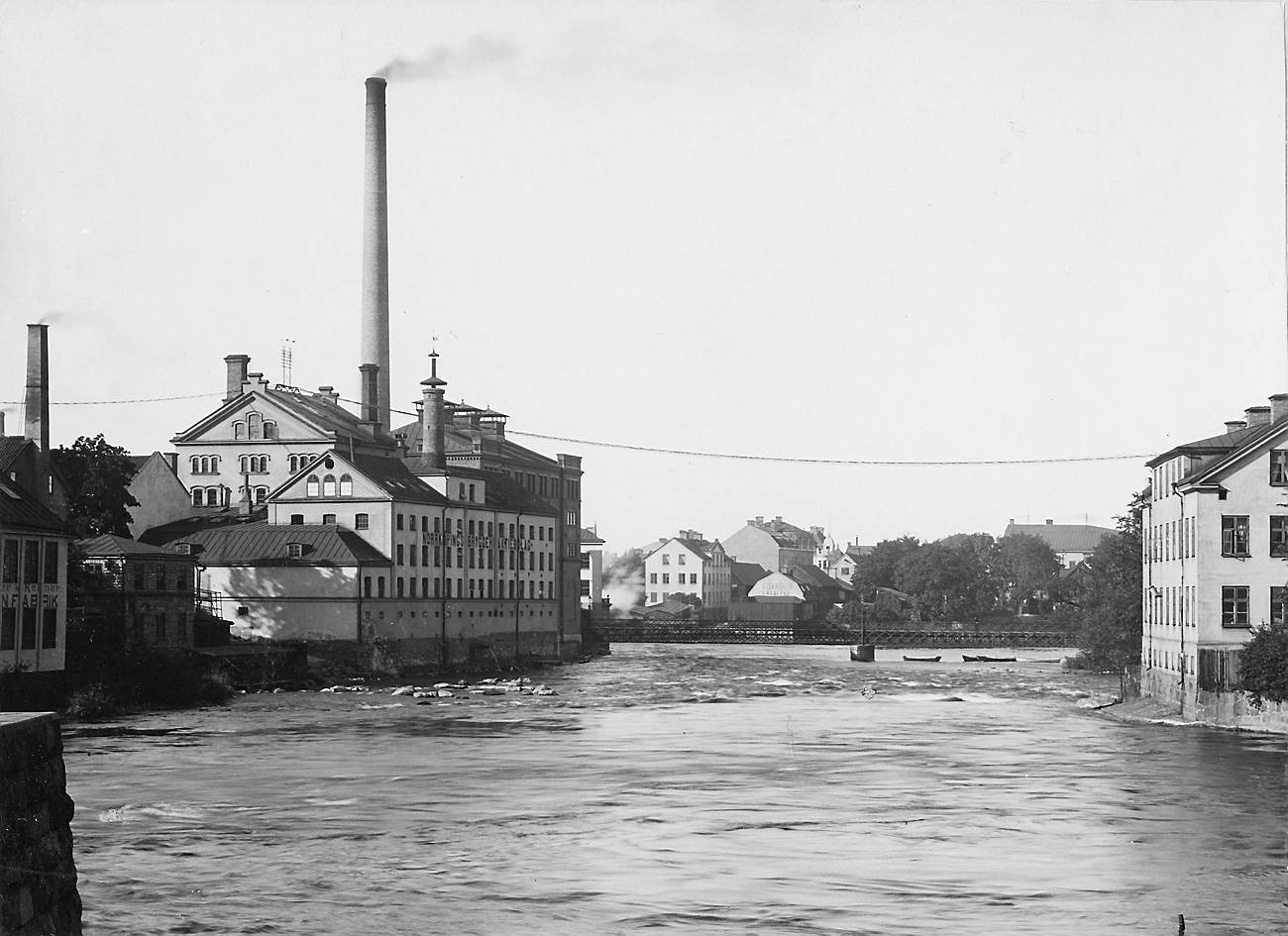
Motala ström med Spången, sedd nedströms från Gamlebro, 1902